# Adne van Engelen
Adne van Engelen (nascido em 16 de março de 1993 em 't Zand na Holanda do Norte) é um corredor ciclista neerlandês, membro da equipa Bike Aid.

## Palmarés
- 2016
  -  Campeão dos Países Baixos universitário em estrada[1]
  - Romsée-Stavelot-Romsée
  - 2.º da Tour do Egipto
- 2017
  -  Campeão dos Países Baixos Universitário em Estrada
  - Tour de Madagascar :
    - Classificação geral
      - 7. ª etapa

  - 3.º da Tour dos Camarões
- 2018
  -  Campeão do mundo universitário em estrada[2]
  -  Campeão dos Países Baixos Universitários em estrada
  - 10. ª etapa da Volta ao Lago Poyang (contrarrelógio)
- 2019
  -     - 4. ª etapa da Volta ao Lago Poyang (contrarrelógio por equipas)

  - 3.º da Tour de Mesopotamia

## Classificações mundiais
| Ano             | 2016   | 2017  |
| UCI Europe Tour | 1 325. | 1 568 |
| UCI Asia Tour   | 440.º. | 598.º |
| UCI Africa Tour | 77.º.  | 73.º  |